# Pratt & Whitney R-1690
Der Pratt & Whitney R-1690 Hornet war ein Flugmotor des US-amerikanischen Herstellers Pratt & Whitney. Er wurde in zahlreichen Flugzeugen der 1920er- und 1930er-Jahre verwendet.
Der luftgekühlte Neunzylinder-Sternmotor hatte einen Hubraum von 1690 Kubikzoll (ca. 27,7 Liter). Der erste Prüfstandlauf fand 1926 statt, der erste Flug erfolgte 1927. Nach Auslieferung von 2944 Motoren endete die Produktion 1942.
In verschiedenen Ländern entstanden Lizenzversionen des Motors, darunter der italienische Fiat A.59. Der im Deutschen Reich von BMW ab 1933 gebaute BMW 132 stellte eine Weiterentwicklung des lizenzierten BMW Hornet dar.

## Verwendung (Auswahl)
- Boeing Model 80
- Boeing 221
- Junkers Ju 52/3m
- Junkers Ju 86
- Junkers W 34
- Lockheed Lodestar
- Martin B-10
- Sikorsky S-42
- Fokker F-14

## Technische Daten (R-1690 SIE-G)
- Typ: luftgekühlter einreihiger 9-Zylinder-Sternmotor mit Aufladung
- Bohrung: 156 mm
- Hub: 162 mm
- Hubraum: 27,7 l
- Leistung: 589 kW (789 PS) bei einer Drehzahl von 2300/min
- Verdichtung: 6:1
- Länge: 1295 mm
- Durchmesser: 1382 mm
- Gewicht: 460 kg